# Das goldene Land
Das goldene Land (Originaltitel: The Spoilers) ist ein US-amerikanischer Stummfilmwestern aus dem Jahr 1923 von Lambert Hillyer mit Milton Sills und Anna Q. Nilsson in den Hauptrollen. Der Film basiert auf dem Roman The Spoilers von Rex Beach und dem gleichnamigen Bühnenstück von Rex Beach und James MacArthur.

## Handlung
Roy Glennister und sein Partner Joe Dextry werden zur Zeit des Klondike-Goldrausches Opfer einer betrügerischen politischen Verschwörung, bei der es um den Besitz von Goldminen in Alaska geht. Alex McNamara und Richter Stillman verbünden sich, um den Goldsuchern ihre Claims abzunehmen. Roy hat sich mit Stillmans Nichte Helen Chester angefreundet. Die Tänzerin Cherry Malotte versucht ihn davon zu überzeugen, dass das Mädchen Teil des Komplotts ist. Doch Helen ist ehrlich und untersucht schließlich die unehrlichen Affären ihres Onkels. Dank ihrer Bemühungen entgeht sie nur knapp einer kompromittierenden Situation. McNamara und Roy liefern sich zum Schluss einen harten Faustkampf.

## Hintergrund
Der Film ist ein Remake der 1914 von Colin Campbell inszenierten Version von The Spoilers. William Farnum, der die Hauptrolle spielte, war beim Remake technischer Berater.
Es sollten noch drei weitere Filmadaptionen folgen. 1930 drehte Edwin Carewe eine Version mit Gary Cooper in der Hauptrolle, 1942 folgte Die Freibeuterin mit John Wayne, Marlene Dietrich und Randolph Scott unter der Regie von Ray Enright und 1955 Mit roher Gewalt von Jesse Hibbs mit Jeff Chandler.

## Veröffentlichung
Die Premiere des Films fand am 5. August 1923 statt. Im Deutschen Reich kam er im Dezember 1924 in die Kinos.

## Kritiken
Der Kritiker der The New York Times beschrieb den Film als großartigen Kampffilm, in dem es spannende und packende Situationen gebe, die das Publikum zweifellos aufwühlen werden. Ein Merkmal dieser Produktion sei die treue Art und Weise, in der der Regisseur sich bei seinen Inszenierungen an das lokale Kolorit gehalten habe.

## Auszeichnungen
1923 wurde der Film mit dem Photoplay Award als bester Film des Monats August ausgezeichnet.